# Pseudocometes coeruleus
Pseudocometes coeruleus là một loài bọ cánh cứng trong họ Cerambycidae.